# Огоньки (Сахалинская область)
Огоньки́ — село в Анивском городском округе Сахалинской области России.

## География
Село находится на берегу реки Лютога, на расстоянии 13 км от города Анива, административного центра округа.

## История
До 1945 года принадлежало японскому губернаторству Карафуто и называлось Отоё (яп. 大豊). После передачи Южного Сахалина СССР село получило современное название (предлагался также вариант Раздольное).

## Население
| 2002 | 2010 | 2013 | 2021 |
| ---- | ---- | ---- | ---- |
| 454  | ↘443 | ↗454 | ↘385 |

### Половой состав
Согласно результатам переписи 2002 года, в селе проживало 454 человека (219 мужчин и 235 женщин).

### Национальный состав
Согласно результатам переписи 2002 года, в национальной структуре населения русские составляли 93 % из 454 чел.

## Улицы
| - ул. Заводская, - ул. Зелёная, - ул. Луговая, | - ул. Советская, - ул. Центральная, - ул. Школьная. |